# Richard Claverhouse Jebb

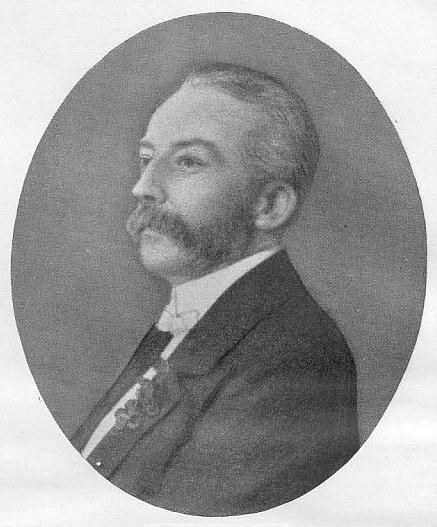
Richard Claverhouse Jebb

Sir Richard Claverhouse Jebb, OM (* 27. August 1841 in Dundee; † 9. Dezember 1905 in Cambridge) war ein britischer klassischer Philologe und Politiker.

## Leben
Jebb stammte aus Dundee in Schottland. Sein Vater war ein bekannter Anwalt, sein Großvater Richter. Jebb besuchte die Charterhouse School in Surrey und das Trinity College in Cambridge, wo er 1862 senior classic und 1863 Mitglied und Tutor wurde. Von 1869 bis 1875 war er öffentlicher Redner der Universität Cambridge und folgte dann einem Ruf an die Universität Glasgow; vorher (1874) heiratete er die Witwe des US-amerikanischen Generals Adam J. Slemmer. 1889 kehrte er nach Cambridge zurück, wo er den Regius-Lehrstuhl der Gräzistik einnahm und bis zu seinem Tod innehatte.
1891 wurde Jebb zum Abgeordneten der Universität Cambridge gewählt und 1900 zum Ritter geschlagen. 1902 wurde er zum Mitglied der British Academy gewählt und als Ehrenmitglied (Honorary Fellow) in die Royal Society of Edinburgh aufgenommen. 1904 wurde er zum Mitglied der American Philosophical Society gewählt. Kurz vor seinem Tod wurde er 1905 in den Order of Merit aufgenommen.
Jebb befasste sich mit allen Gattungen und Zeitschichten der griechischen Literatur. Er übersetzte aus dem Altgriechischen ins Englische, unter anderem die Tragödien des Sophokles.